# Cañada de Río Pinto
Cañada de Río Pinto is een plaats in het Argentijnse bestuurlijke gebied Ischilín in de provincie Córdoba. De plaats telt 135 inwoners.